# ルカ・パオリーニ
ルカ・パオリーニ(Luca Paolini、1977年1月17日 - )は、イタリア、ミラノ出身の元自転車競技（ロードレース）選手。

## 経歴

### 1999年
- U23世界選手権・個人ロードレース2位。

### 2000年
- マペイ・クイックステップと契約を結びプロ転向。
- デンマーク一周山岳賞。

### 2001年
- グラン・プレミオ・ディ・ルガーノ優勝。

### 2002年
- ジロ・デル・ピエモンテ優勝。

### 2003年
- クイックステップ・ダヴィタモンに移籍。
- ツール・ド・フランス総合69位。

### 2004年
- 世界選手権・個人ロード3位
- ブラバンツ・パイル優勝。

### 2005年
- HEWサイクラシックス2位。

### 2006年
- リクイガスに移籍。
- ブエルタ・ア・エスパーニャ第12ステージ勝利。
- ミラノ〜サンレモ3位。

### 2007年
- ロンド・ファン・フラーンデレン3位。

### 2008年
- アクア&サポーネ＝カッフェ・モカンボに移籍。
- コッパ・プラッチ 優勝
- トロフェオ・ライゲリア優勝。

### 2009年
- ミラノ〜サンレモ 9位
- セッティマーナ・チクリスティカ・ロンバルディア 区間1勝(第6)
- コッパ・ベルノッキ優勝。
- ジロ・デル・ヴェネト 3位
- ジロ・デル・ピエモンテ 4位
- ジロ・ディ・ロンバルディア 4位

### 2010年
- オムロープ・ヘット・フォルク 4位
- ヘント〜ウェヴェルヘム 10位
- デ・パンネ3日間 総合3位
- コッパ・アゴストーニ 3位
- ジロ・デル・ヴェネト 4位

### 2011年
- チーム・カチューシャに移籍。
- オムロープ・ヘット・フォルク 5位
- コッパ・アゴストーニ 4位
- グラン・プレミオ・インドゥストリア・エ・コッメルチョ・ディ・プラート 2位
- ジロ・デル・ピエモンテ 3位

### 2012年
- ロンド・ファン・フラーンデレン 7位
- ロンドン五輪・個人ロード 9位
- GP西フランス・プルエー 10位
- グランプリ・シクリスト・ド・ケベック 4位
- グランプリ・シクリスト・ド・モンレアル 9位
- ジロ・デル・ピエモンテ 2位

### 2013年
- オムロープ・ヘット・ニウスブラット 優勝
- ミラノ〜サンレモ 5位
- E3・ハレルベーク 8位
- ジロ・デ・イタリア
  - 区間1勝(第3)
  -  総合首位（第3〜第6)

### 2015年
- ヘント〜ウェヴェルヘム 優勝
- ツール・ド・フランス2015 第7ステージ終了後出場停止処分
  - 2015年7月7日に採取されたサンブルからコカイン（ベンゾイルエクゴニン代謝物）検出と疑われる分析報告を受け、UCI（国際自転車競技連合）から7月10日に暫定出場停止処分を受けた。[1]。

### 2016年
- 4月13日、UCI（国際自転車競技連合）から18ヶ月間の出場停止処分が下る。[2]

### 2017年
- 1月18日、現役引退を発表。[3]

## 脚註
1. ↑  辻啓 (2015年7月11日). “ツール・ド・フランス2015ドーピングスキャンダル-ツール出場中のルーカ・パオリーニがコカイン陽性　即時レースを離脱”.   シクロワイアード. 2015年7月11日閲覧。
2. ↑  cyclowired (2016年4月14日). “コカイン陽性のルーカ・パオリーニに18ヶ月間の出場停止処分が下る”. cyclowired. 2019年3月28日閲覧。
3. ↑  “Paolini abandons hope of a comeback after serving ban for cocaine”. www.cyclingnews.com. 2019年3月28日閲覧。